# كلارنس ألكوت
كلارنس ألكوت (بالإنجليزية: Clarence Alcott)‏ هو لاعب كرة قدم أمريكية أمريكي، ولد في 9 أغسطس 1886، وتوفي في 23 أكتوبر 1957.